# Casa-fàbrica Bosch-Masriera
La casa-fàbrica Bertschinger-Masriera és un edifici situat al carrer de Sant Pere Més Baix, 63, catalogat com a bé cultural d'interès local.

## Història

### Fàbrica d'indianes Bosch
En una data indeterminada, però probablement anterior al 1772, el mestre de cases Esteve Bosch i Pardines va iniciar la seva activitat com a fabricant d'indianes en societat amb Josep Sala, que en seria el director tècnic. Tenien la fàbrica als carrers de les Arenes i de Sant Pere Mitjà, i un prat de blanqueig a Sant Martí de Provençals.
El 1789, Esteve Bosch va adquirir en emfiteusi una casa al carrer de Sant Pere Més Baix, on va instal·lar la seva fàbrica, i va demanar permís per a remuntar-hi un tercer pis i posar-hi estenedors, i poc després, va adquirir una altra casa contigua al carrer de Sant Pere Mitjà. Fou succeït pel seu primogènit Joan Bosch i Quer, mestre de cases i fabricant d'indianes, que el 1781 s'havia casat amb Rita Renart i Closas, filla del també mestre de cases Francesc Renart. Els seus germans Jaume i Josep també eren fabricants d'indianes.

### Fàbrica de naips Bertschinger i Codina
El negoci fou continuat pels seus fills Joaquim i Marià Bosch i Renart, que el 1826 vengueren la propietat als fabricants de naips Samuel Bertschinger (Lenzburg, Suïssa - Barcelona, 1836) i Antoni Codina i Augerolas (casat amb la seva filla Rosa), per 17.000 lliures en brut, que servirien per a pagar als creditors del seu difunt pare. Tot seguit, aquests hi traslladaren la producció, i Bertschinger va demanar permís per a reformar-ne la façana, segons el projecte del paleta i futur mestre d'obres Felip Ubach. El 27 de març del 1828, la fàbrica va rebre la visita del rei Ferran VII i la reina Maria Josepa Amàlia de Saxònia, amb qui Bertschinger es va comunicar en alemany.
El 1845, ja mort el seu sogre, Codina la va traslladar a un nou edifici al carrer de la Ciutat, 13.

### Fàbrica d'estampats Masriera
El sastre Francesc Masriera i Vidal (Sant Andreu de Llavaneres, 1805-1892) va crear una fàbrica d'estampats a la plaça de l'Oli i el 1845 es va traslladar al núm. 83 (actual 63) del carrer de Sant Pere Més Baix. El 1849 figurava sota la raó social Francesc Masriera i Germans, succeïda posteriorment per Joan Masriera i nebot, amb Josep Masriera i Morera (c. 1829-1892), fill de Francesc: «Baja de San Pedro, 63, Fábrica de estampados de Juan Masriera y sobrino. Fábrica y depósito de géneros estampados -indianas- muebles persas de todas clases y ancharias para cortinages, sillerias y colchas, en fino y ordinario. Espediciones á todas partes.» El 1875, Joan Masriera va encarregar al mestre d'obres Josep Fontserè i Mestre l'ampliació del principal per la part posterior, així com el trasllat de la caldera de vapor. El 1889, Llorenç Masriera i Haase (1858-1913), fill de Josep, va demanar permís per a enderrocar la xemeneia existent i reconstruir-la en un altre emplaçament, segons el projecte del mestre d'obres Dimas Vallcorba.

### Fàbrica de trenyines i xarxes Cuadrench
Posteriorment hi hagué la fàbrica de trenyines de cotó i fil i xarxes de Bonaventura Cuadrench, succeït pel seu fill Antoni Cuadrench i Ferrer, que fou regidor de l'Ajuntament de Barcelona.

## Descripció
Edifici de planta baixa i quatre pisos, estructurat al voltant d'un pati interior. A la planta baixa s'han mantingut els tres portals amb dentells de pedra, dos d'ells d'una sola peça. Els balcons de la primera planta són de llosana de pedra i barana de ferro amb poms de llautó, i les obertures de marc de pedra motllurada, de tractament similar al de les finestres dels extrems laterals. Els tres pisos superiors compten amb balcons de llosana de rajola i baranes de ferro, de volada decreixent en funció de l'alçada de les plantes. Corona la façana una cornisa amb motllures, restaurada al segle xix.